# Ардоре Марина
Ардоре Марина је насеље у Италији у округу Ређо ди Калабрија, региону Калабрија.
Према процени из 2011. у насељу је живело 3580 становника. Насеље се налази на надморској висини од 1 м.